# Херлонг (Калифорнија)
Херлонг (енгл. Herlong) насељено је место без административног статуса у америчкој савезној држави Калифорнија.

## Демографија
По попису из 2010. године број становника је 298.
| Група             | 2000.    | 2010.       |
| Белци             | 0 (0,0%) | 166 (55,7%) |
| Афроамериканци    | 0 (0,0%) | 38 (12,8%)  |
| Азијати           | 0 (0,0%) | 1 (0,3%)    |
| Хиспаноамериканци | 0 (0,0%) | 46 (15,4%)  |
| Укупно            | 0        | 298         |